# Aéroport de Lennoxville
L'aéroport de Lennoxville (Airview) était un aéroport située à 0,93 km au sud de Lennoxville au Québec (Canada). L'aéroport n'est plus en opération.